# Andrei Mercea
Andrei Mercea (* 16. März 1925 in Arad; † 24. Januar 2002) ist ein ehemaliger rumänischer Fußballspieler. Der Stürmer bestritt 230 Spiele in der höchsten Liga des Landes, der Divizia A. Mit UTA Arad gewann er in den Jahren 1947, 1948, 1950 und 1954 die rumänische Meisterschaft.

## Karriere

### Verein
Mercea kam im Jahr 1946 zu ITA Arad, das seinerzeit in der ersten rumänischen Liga, der Divizia A, spielte. Mit ITA konnte er in den Spielzeiten 1946/47 sowie 1947/48 die rumänische Meisterschaft gewinnen, wozu er insgesamt 16 Treffer beisteuern konnte. Im Jahr 1948 wechselte er zu CSCA Bukarest, kehrte jedoch schon nach einem Jahr nach Arad zurück. In Arad gehörte er in den folgenden Jahren zum Stamm der Mannschaft und konnte die Saisons 1950 wie 1954 erneut die Meisterschaft gewinnen. Abgesehen von der Saison 1950 trat der Stürmer selten als Torjäger in Erscheinung. Ab 1956 wurden seine Einsätze seltener. Im Sommer 1958 verließ er den Klub zu Zweitligist AMEF Arad. Mit AMEF kämpfte er drei Jahre lang gegen den Abstieg. Im Jahr 1961 schloss er sich dem unterklassigen Teba Arad an, wo er kurze Zeit später seine Laufbahn beendete.

### Nationalmannschaft
Mercea bestritt sechs Spiele für die rumänische Nationalmannschaft. Er debütierte am 6. Juni 1948 im zweiten Spiel des Balkan-Cups 1948 gegen Ungarn. Das Spiel ging mit 0:9 verloren. Im vierten Turnierspiel am 4. Juli 1948 gehörte er demjenigen Team an, das die Tschechoslowakei mit 2:1 schlagen konnte. Am 10. Oktober 1948 kam er beim 0:0 gegen Polen vorerst zum letzten Mal zum Einsatz.
Im Mai 1950 kehrte Mercea in die Nationalmannschaft zurück und erzielte beim 3:3 im Freundschaftsspiel gegen Polen seinen ersten Treffer. Beim 6:0-Erfolg über Albanien am 8. Oktober 1950 kam er zu seinem zweiten Torerfolg. Beim 1:0-Erfolg gegen Polen am 25. Mai 1952 kam er zum letzten Mal zum Einsatz.

## Erfolge
- Rumänischer Meister: 1947, 1948, 1950, 1954
- Rumänischer Pokalsieger: 1953